# Verlag Herder
Der Verlag Herder (umgangssprachlich auch Herder-Verlag) in Freiburg im Breisgau, mit Teilen auch in München und Berlin, ist ein deutscher Buch- und Zeitschriftenverlag in der Rechtsform einer GmbH. Er widmet sich schwerpunktmäßig den Themen christliche Theologie, Kirche und Religion, Spiritualität in anderen Religionen, Erziehung und Vorschulpädagogik, Politik und Gesellschaft sowie Lebensgestaltung und Psychologie.
Der Verlag zählt mit seiner über zweihundertjährigen Tradition zu den ältesten Verlagen Deutschlands. Er gehört zur Verlagsgruppe Herder, die sich seit sechs Generationen in Familien- und Stiftungsbesitz befindet.
Der Verlag Herder ist Mitglied im Börsenverein des Deutschen Buchhandels.

## Geschichte

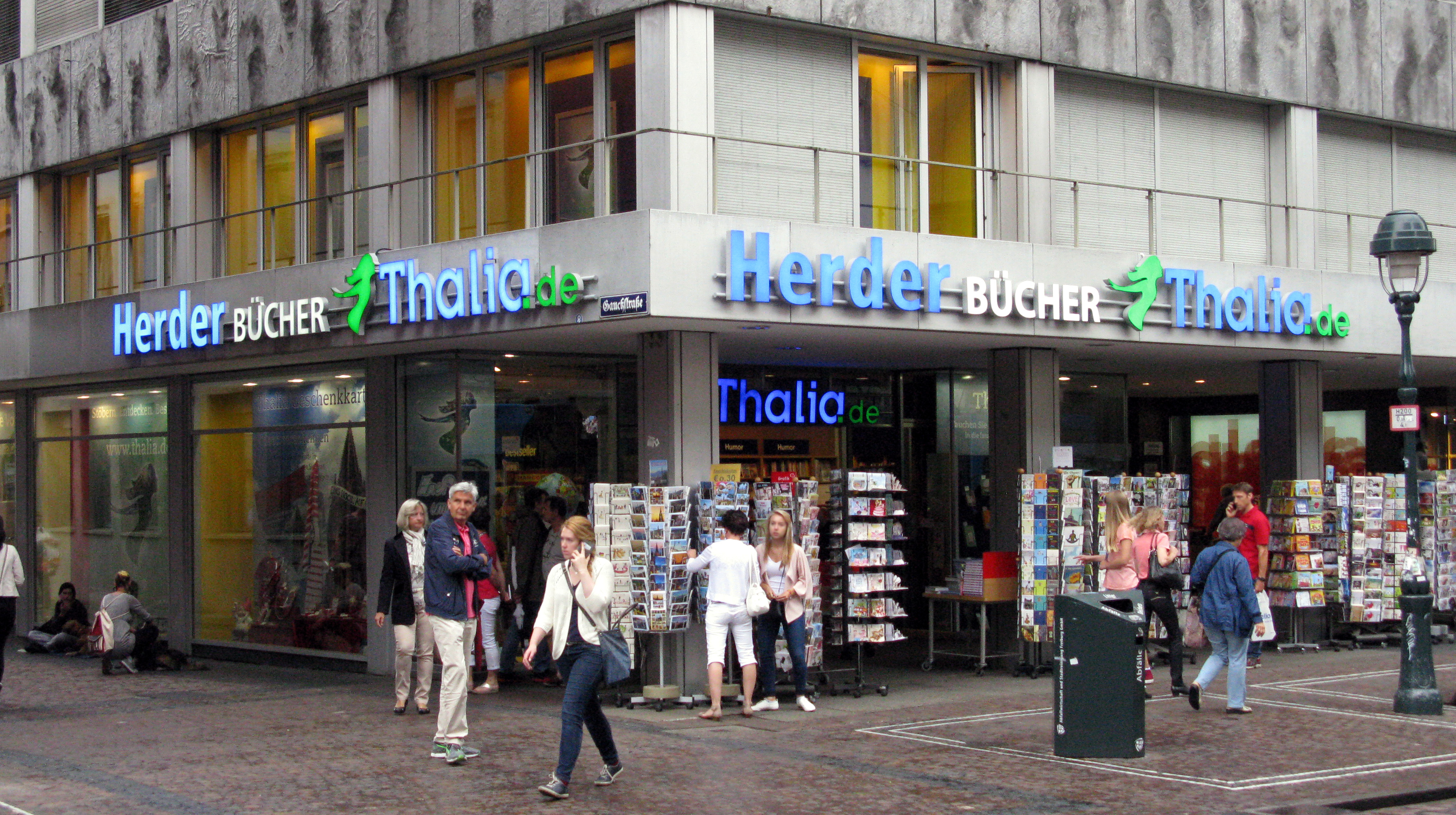
Herder/Thalia-Buchhandlung in Freiburg

Als Herdersche Verlagsbuchhandlung wurde der Verlag 1801 in Meersburg von Bartholomä Herder (der seine ersten Bücher schon 1798 in Rottweil verlegt hatte, wo er zeitweilig Teilhaber an einer Buchhandlung war) gegründet, bald nach Konstanz, 1810 nach Freiburg verlegt. Nachfolger war sein Sohn Benjamin Herder (1818–1888), der die katholische Ausrichtung des Verlagsprogramms begründete und durch die Widrigkeiten des Kulturkampfs bewahrte. Dessen Sohn Hermann Herder sen. (1864–1937) baute das Unternehmen aus und verlegte die Verlagsgruppe an ihren heutigen Standort. Anschließend leiteten dessen Schwiegersohn Theophil Herder-Dorneich (1898–1987) und Hermann Herder (1926–2011) den Verlag.
Nach schweren wirtschaftlichen Schwierigkeiten in den 1990er-Jahren stand seit 1999 Manuel Herder (* 1966) in sechster Generation an der Spitze des Unternehmens. Unter seiner Führung entstanden die Digital- und Audioprodukte des Verlages sowie ein Onlineshop. Im Juli 2016 wurde bekannt, dass ein Konsortium um den Herder-Verlag den Großteil der Thalia-Gruppe übernehmen wird. Ab April 2017 beteiligte Herder sich an dem Berliner Hörfunksender Radio Paradiso.
Zum 1. März 2021 zog sich Manuel Herder aus der operativen Geschäftsführung des Verlags zurück, die neue Doppelspitze des Unternehmens aus Simon Biallowons und Philipp Lindinger war bereits seit Dezember 2020 als Geschäftsführer bei Herder tätig.
Zum 2. Januar 2024 übernahm Herder Teile der insolventen Wissenschaftlichen Buchgesellschaft (wbg), die Verlagsmarken wbg, Theiss, Lambert Schneider und Philipp von Zabern sind seitdem bis auf Weiteres Imprints des Verlags Herder.

### Verlagsgebäude

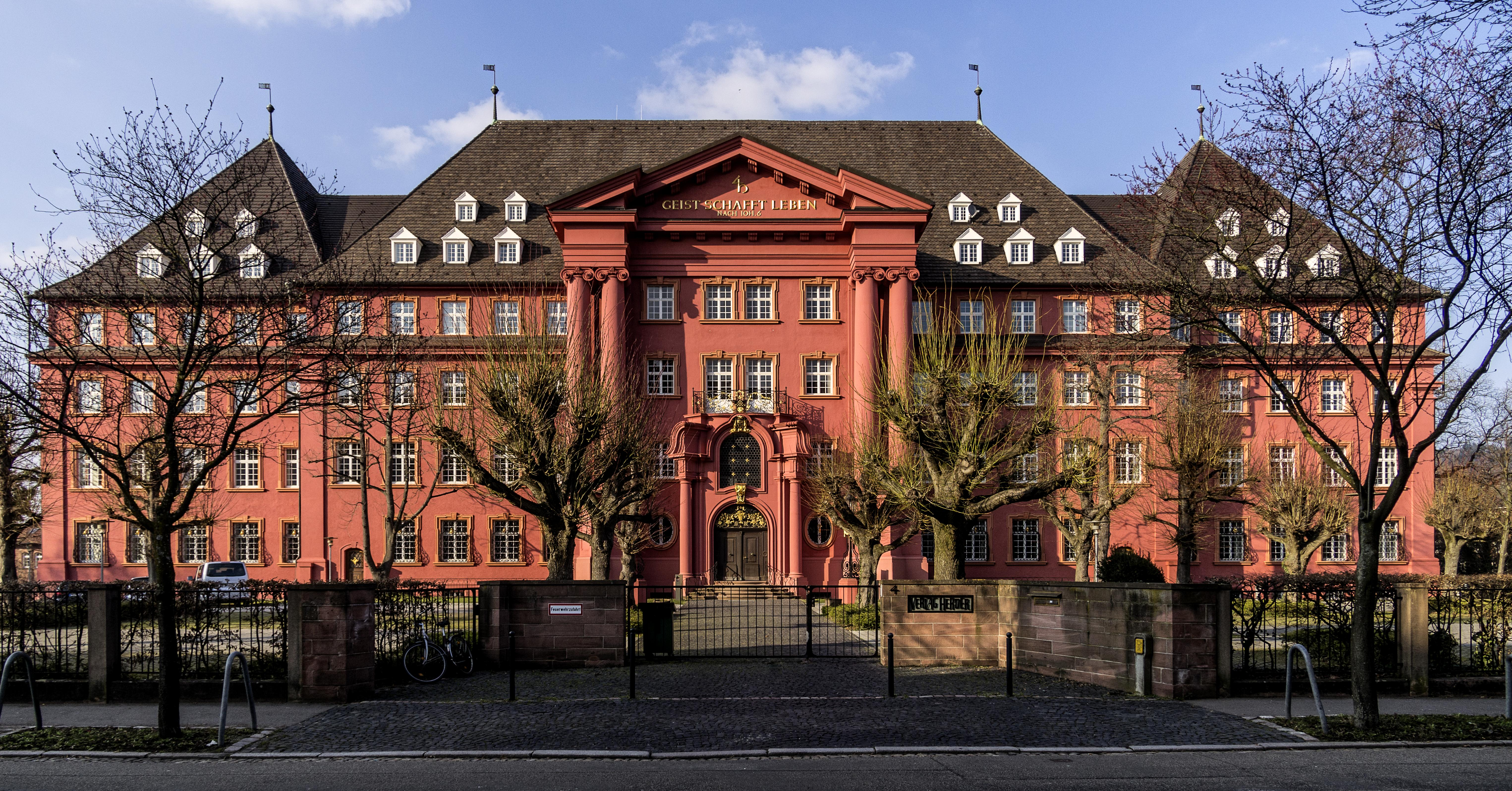
Südseite des Verlagsgebäudes

Das in Freiburg auch „Rotes Haus“ genannte Verlagsgebäude dominiert den Freiburger Stadtteil Neuburg. Es wurde in den Jahren 1910 bis 1912 nach dem Entwurf des Architekten Max Meckel im neobarocken Stil erbaut an der Stelle der dort zuvor angesiedelten Zichorienfabrik Kuenzer. Das Verlagsgebäude nimmt ein ganzes Straßenkarree ein und befindet sich unmittelbar östlich der Justizvollzugsanstalt. Am 27. November 1944 wurde der Bau durch den Bombenangriff im Rahmen der britischen Operation Tigerfish zerstört. Unter den Opfern waren 11 Herder-Angestellte. Nachdem die Druckerei, in der in den 1950er Jahren auch eine Teilauflage der Badischen Zeitung gedruckt wurde, und die Auslieferung Anfang der 1990er Jahre ausgelagert wurden, verkaufte der Verlag den dadurch freien Teil des Verlagsgebäudes an das Land Baden-Württemberg, welches diesen Teil des Gebäudes als Herder-Bau bezeichnet. Die Räumlichkeiten stehen der Universität Freiburg zur Verfügung und wurden seit 2000 nach und nach saniert. Dort sind hauptsächlich Institute der Fakultät für Umwelt und natürliche Ressourcen untergebracht. Im ehemaligen Papierlager wurde die Ausstellungshalle der Archäologischen Sammlungen der Universität eingerichtet. Der Verlag selbst nutzt weiterhin den Südteil des Gebäudekomplexes.
Das Verlagsgebäude befindet sich an der Haltestelle Tennenbacher Straße der Straßenbahnlinie 3. Südlich des Gebäudes befindet sich die Station Herrmann-Herder-Straße des Fahrradverleihsystems Frelo.

## Autoren und Verlagsprogramm
Im Verlag erscheinen hauptsächlich Sach-, Fach-, Kirchen-, Geschenk- und Kinderbücher, sowie Biografien – in jüngerer Zeit auch als Hörbuch und seit 2008 als E-Books. In der Herderbücherei erschien ab den 1960er Jahren eine Taschenbuchserie mit zunächst unterhaltsamen, später meist theologischen und pädagogischen Themen. Neben den Taschenbuchreihen INITIATIVE (ab 1974), Spektrum und der broschierten Reihe Premiere, die sich hauptsächlich mit Sachbuchthemen rund um Gesellschaft und Religion beschäftigen, gehört auch das Kinderbuchimprint KeRLE zu Herder. Unter Kirchenbüchern ist die so genannte Herder-Bibel bekannt, die zur besseren Orientierung einen Evangelienschlüssel enthält.
Besonders erfolgreich im Bereich Religion sind u. a. Bücher von und über Papst Benedikt XVI., Pater Anselm Grün und des Dalai Lama. Zu den bekanntesten Autoren des Jahres 2008 gehörten unter anderem der Mathematiker Albrecht Beutelspacher, die SPD-Politiker Henning Scherf und Franz Müntefering, sowie die Journalisten Mark Spörrle und Lutz Schumacher mit senk ju vor träwelling.

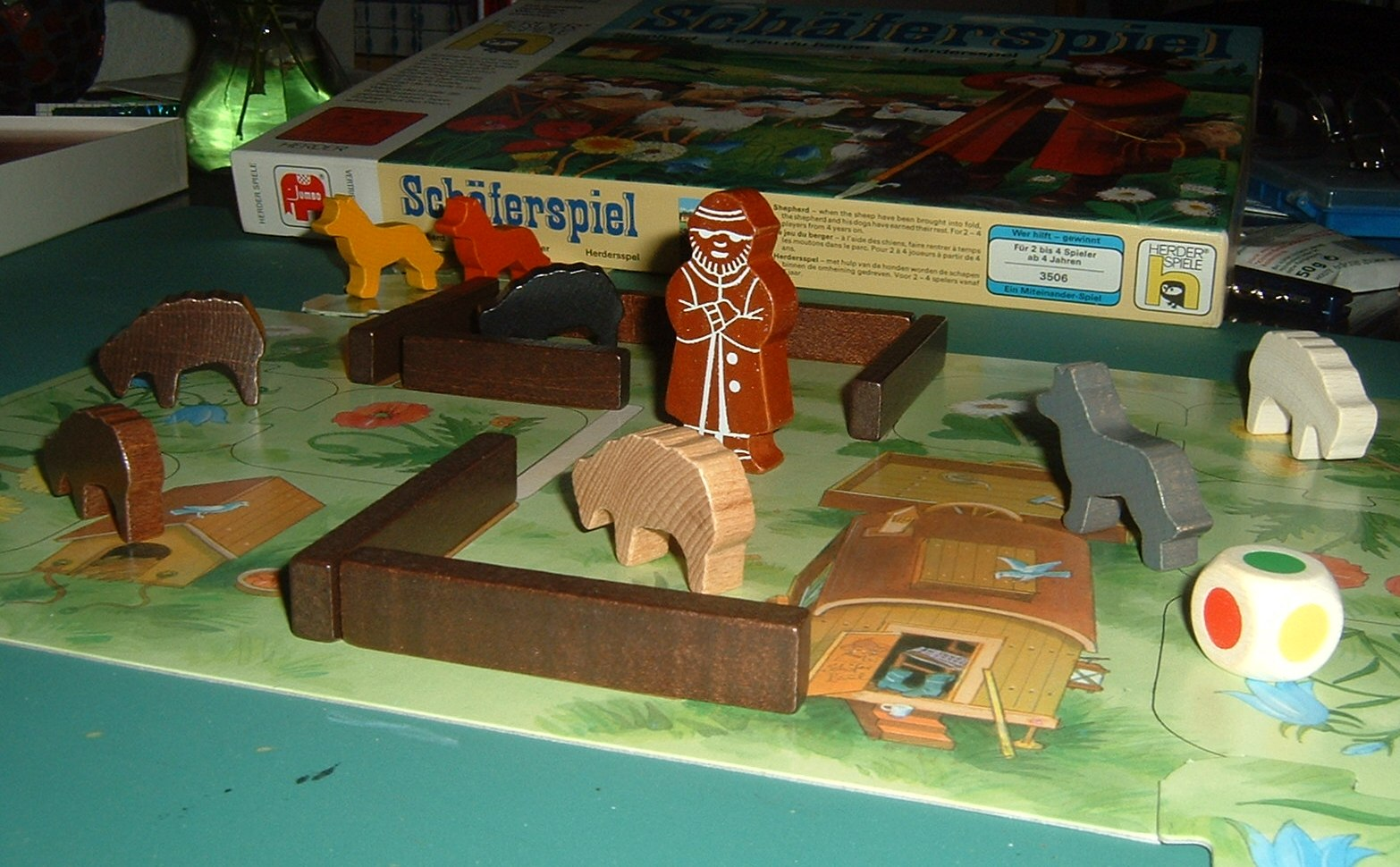
Das Schäferspiel war eines der kooperativen Kinderspiele des Verlags

Von 1963 bis 1996 wurden bei Herder Spiele verlegt; einige davon nahm die Auswahlliste zum Spiel des Jahres auf.
Bis zur programmatischen Neuausrichtung in den 1980er Jahren hatte der Herderverlag ein umfangreiches Kinder- und Jugendbuchprogramm, in dem Klassiker wie Das hölzerne Bengele, Max Butziwackel der Ameisenkaiser, Der glückliche Löwe und Bücher von Fritz Mühlenweg (In geheimer Mission durch die Wüste Gobi, Nuni) und Elisabeth Walter (Der kleine Schmiedledick) erschienen.

### Zeitschriften
Im Verlag Herder erscheinen die Herder Korrespondenz, der Christ in der Gegenwart und die Stimmen der Zeit. Sie widmen sich dem Dialog zwischen Kirche, Kultur und moderner Gesellschaft. Weitere christlich oder kirchlich orientierte Formate sind der Anzeiger für die Seelsorge, einfach leben – ein Brief von Anselm Grün, Ideenwerkstatt Gottesdienst, Gottesdienst und praxis gottesdienst, diakonia und Forum Weltkirche. Die vierteljährlich erscheinenden Zeitschriften Römische Quartalschrift und Theologie und Philosophie haben als Zielgruppe das theologisch forschende Fachpublikum. Im Bereich Pädagogik werden die Zeitschriften kindergarten heute, kizz, Entdeckungskiste und Kleinstkinder herausgegeben. Außerdem erscheinen bei Herder Antike Welt, Archäologie in Deutschland und G/Geschichte.

### Nachschlagewerke
Im Jahr 1854 erschien Herders Conversations-Lexikon, eines der bedeutenden deutschen Lexika des 19. Jahrhunderts, das im 20. Jahrhundert als „Der Große Herder“ weitergeführt wurde. Im Bereich der Theologie erschien der inzwischen 36-bändige Theologische Kommentar zum Alten Testament (ThKAT, herausgegeben von Erich Zenger †, Ulrich Berges, Christoph Dohmen und Ludger Schwienhorst-Schönberger) und das Lexikon für Theologie und Kirche (LThK). Bis in die 1990er Jahre war das mehrbändige Herders Staatslexikon in katholischen Kreisen ein wichtiges Nachschlagewerk für Themen der Politik, Wirtschaft und Gesellschaft. Im Verlag erschien die Reihe Ars Antiqua – Große Epochen der Weltkunst von Kunst-Bildbänden und Der Große Ploetz. Weitere bedeutende Werke waren die mehrbändige „Geschichte der Päpste seit dem Ausgang des Mittelalters“ von Ludwig Freiherr von Pastor sowie der seit 1949 in mehreren Auflagen herausgegebene „Neue Herder“.

## Rezeption
Die ursprünglich katholische Ausrichtung und enge Verflechtung mit der römisch-katholischen Kirche zeigte sich unter anderem bei der Herausgabe von Fritz Leists Buch Der sexuelle Notstand und die Kirchen, das 1972 erschien. Trotz positiver Aussagen des Verlages vor und beim Erscheinen zog Herder das Buch nach vierzehn Tagen zurück. Im Hintergrund soll die Amtskirche entsprechend auf Herder eingewirkt haben. Das Buch erschien dann  umgehend beim Gütersloher Verlagshaus.